# リブラリア
リブラリア（りぶらりあ）とは、東京都立日比谷高等学校図書委員会が発行する機関誌である。編集・発行は学校教員の指導のもと、委員会の「リブラリア班」（2006年度から「プレス班」に改称予定）が行っていた。2022年現在は図書委員会の幹部メンバーが中心となって作成している。

## 歴史
- 1955年（昭和30年）7月20日・・・第1号発行。この時はまだわら半紙1枚だった。
- 1967年（昭和42年）3月・・・この年度に冊子化され、A5サイズの「リブラリア」が誕生。
- 1976年（昭和51年）3月・・・この年度の号に「20周年記念特集」が掲載される。
- 2006年（平成18年）3月・・・この年度の号は「創刊50周年記念特大号」として発行。

## 概要
「リブラリア」は、昭和20年代に出されていた「ライブラリー・ニュース」という図書館広報が前身。これは数回発行されただけであえなく廃止されてしまったが、「読書指導の強化」を目的に再開が決まり、「リブラリア」として図書館の情報などを載せる機関紙としてスタートした。なお、この頃は委員会内の「弘報部」が編集を行っていた（「広報」のことを当時は「弘報」と表記した）。
わら半紙1枚、表裏印刷でスタートし、年間2～3回のペースで発行された。年月が経つにつれ、枚数も増やされ、生徒の意見文なども載るようになった。
昭和41年度から冊子の「年刊リブラリア」がスタート。以降、リブラリアは雑誌スタイルの機関誌となり、図書館の情報を発信する機関紙は「かわらばん」に改称された。
昭和49年度の号からB5サイズになり、生徒からの投稿のほかに特集が組まれていたり、教職員やOBからの寄稿もあり、充実した誌面になっていった。この頃は「月刊リブラリア」として「年刊リブラリア」とは別にリブラリアが発行されていた。
平成29年度までは「生徒の作品の発表の場」という位置づけで、「年刊リブラリア」も含めて3～4ヶ月間隔で発行されていた。
令和4年度時点は年に1回の発行となっている。内容は先生インタビュー、生徒投稿作品、各班の成果報告、座談会の掲載などである。

## 種類
過去には「リブラリア」は次の2種類が発行されていた。
- 「（「季刊」または「通常」）リブラリア」
- 「年刊リブラリア」

前者は、3～4ヶ月単位で発行されるもので、学校内で印刷・製本されている。星陵祭（文化祭）や学校説明会で配布されていて、一般の人も読める。後者は、業者に印刷・製本を発注するもので、生徒の投稿作品だけでなく様々な特集や記事が組まれている。
しかし、現在は「年刊リブラリア」のみの発行となっている。

## 特記事項
- 「リブラリア」はラテン語の「Libraria」のことで、「図書館」という意味。
- 東京都立日比谷高等学校では、戦前の府立一中時代には「星陵」など、戦後は「いてふ台」など数々の雑誌が発行されてきた。しかし、リブラリアのように50年近く続いたものは皆無で、如何にリブラリアが生徒達に親しまれてきたかがわかる。